# Gongylosciadium
Gongylosciadium là chi thực vật có hoa trong họ Apiaceae.